# 蒂鲁尔
蒂鲁尔（Tirur），是印度喀拉拉邦Malappuram县的一个城镇。总人口53650（2001年）。

## 人口
该地2001年总人口53650人，其中男性25903人，女性27747人；0—6岁人口7263人，其中男3785人，女3478人；识字率79.77%，其中男性为81.28%，女性为78.35%。